# 太平洋之鷲
太平洋之鷲是于1953年上映的日本戰爭電影，是日本戰後第一部以太平洋戰爭為題材的歷史戰爭鉅片。戰後初期的日本電影多以普通人在戰爭中的遭遇為主題，而本片首次將戰爭的爆發、發動和指揮戰爭的歷史人物、著名戰役過程直接呈現在螢幕上，開日後同類電影的先河。
本片是昭和28年藝術祭參加作品。

## 劇情概要
本片敘述的歷史是1937年至1943年。原本極力反對德意日三國同盟的山本五十六，不幸卻被天皇任命為聯合艦隊司令長官，而對他議論紛紛的軍閥們，有人提議暗殺他，不斷寄出恐嚇信，無奈的山本五十六只好接受這個無法改變的事實，為此拼上一搏，率領聯合艦隊向美國開戰，發動珍珠港事變。在中途島戰役，聯合艦隊死傷慘重，日軍仍繼續在太平洋各島頑強的抵抗美軍，最後因為美軍破解了日軍的密碼，山本大將遇上突如其來的美軍機群伏擊而戰死（海軍甲事件）。
本片在結尾的字幕是：「戰爭只有帶來破壞」，是一部具有反戰意味的電影。

## 演員
- 山本五十六：大河內傳次郎
- 友永大尉：三船敏郎
- 古河中佐：二本柳寛
- 鹿島中佐：清水將夫
- 米内光政：柳永二郎
- 近衛文麿：高田稔
- 關根：小川虎之助
- 城田：村上冬樹
- 陸軍参謀・大佐：志村喬
- 陸軍参謀・中佐：小杉義男
- 陸軍参謀・大尉：堺左千夫
- 参謀長：佐佐木孝丸
- 南雲司令：見明凡太朗
- 参謀長：恩田清二郎
- 機關参謀：熊谷二良
- 通信参謀：池田忠夫
- 航空参謀：手塚勝巳
- 政務参謀：三國連太郎
- 航海参謀：小林桂樹
- 陸軍大佐：千田是也
- 参謀：土屋博敏
- 飛官：中島春雄
- 試飛員：鴨田清

## 製作人員
- 監製：本木莊二郎
- 導演：本多豬四郎
- 特殊技術：圓谷英二

## 外部連結
東宝戦争映画　MENU　「太平洋の鷲」